# The Island at the Top of the World
The Island at the Top of the World - Insula din vârful lumii este un film american de aventură din 1974 regizat de Robert Stevenson, produs de Walt Disney Productions, cu Donald Sinden și David Hartman în rolurile principale. 

## Rezumat
La Londra, în anul 1907, un aristocrat britanic, industriaș și milionar pe nume Sir Anthony Ross (Donald Sinden) organizează în grabă o expediție în Arctica pentru a-l căuta pe fiul său pierdut Donald. Donald s-a pierdut într-o expediție a cărei misiune era de  a găsi insula fabuloasă în care balenele se duc ca să moară. 
Sir Anthony folosește talentele unui arheolog scandinavo-american, ale profesorului John Ivarsson (David Hartman) și ale căpitanului Brieux ( Jacques Marin ), un inventator / aeronaut francez care pilotează expediția într-un dirijabil francez denumit Hyperion, pe care l-a inventat căpitanul Brieux. După ce au ajuns în Arctica, ei îl întâlnesc pe Oomiak (Mako Iwamatsu), un prieten eschimos  comic / curajos al lui Donald, și îl păcălesc să li se alăture în căutările lor. 
În cele din urmă, expediția este separată (temporar) de căpitanul Brieux și descoperă o insulă misterioasă, numită Astragard, ocupată de o civilizație pierdută a vikingilor, separată  de restul lumii de secole. Vikingii îi surprind pe Sir Anthony și Ivarsson, dar Oomiak scapă. La scurt timp după aceea îl găsesc pe Donald, dar sunt aproape condamnAți la moarte de către fanaticul Godi (pronunțat „Go-dah”), o persoană religioasă. 
Cei trei bărbați (Sir Anthony, Ivarsson și Donald) sunt salvați de la a fi arsi de vii de o fată vikingă curajoasă și frumoasă pe nume Freyja, de care Donald este îndrăgostit profund și reciproc. Ei scapă și se reîntâlnesc cu  Oomiak și găsesc în cele din urmă cimitirul balenelor, dar sunt atacați de balene ucigașe. Aici ei sunt salvați  de reapariția bruscă a căpitanului Brieux, dar sunt încă urmăriți de Godi care este foarte supărat și de războinicii săi. 
În cele din urmă, Godi este ucis de explozia care izbucnește când trage cu o săgeată aprinsă în  Hyperion, dar vikingii nu vor lăsa expediția să se întoarcă în lumea lor decât dacă unul dintre ei rămâne în urmă ca ostatic. Ivarsson însă, de bunăvoie, se oferă voluntar să rămână, deoarece prin acest lucru are o șansă de a trăi pe viu istoria. Ivarsson subliniază, de asemenea, că, dacă într-o zi, omenirea va fi vreodată suficient de nechibzuită pentru a se distruge, locuri precum insula Astragard pot deveni refugiul final al umanității. 
Sir Anthony, Donald, Freyja, căpitanul Brieux și Oomiak au voie să plece în pace, promițând să nu spună lumii exterioare despre Astragard. În timp ce Ivarsson se îndreaptă înapoi spre Astragard, se întoarce să se uite înapoi, la timp, pentru a vedea cei patru prieteni ai săi cum se mișcă mai departe și mai departe până când dispar în ceața arctică. 

## Distribuție
- Donald Sinden - Sir Anthony Ross
- David Hartman - Prof. Ivarsson
- Jacques Marin - căpitan Brieux
- Mako - Oomiak
- David Gwillim - Donald Ross
- Agneta Eckemyr - Freyja
- Gunnar Öhlund -  Godi (ca Gunnar Ohlund)
- Lasse Kolstad - Erik
- Erik Silju - Torvald
- Rolf Søder - The Lawspeaker
- Torsten Wahlund - Sven
- Sverre Anker Ousdal - Gunnar (ca Sverre Ousdal)
- Niels Hinrichsen - Sigurd
- Denny Miller - Garda de oraș
- Brendan Dillon - The Factor
- James Almanzar ca inginer francez
- Ivor Barry ca majordom
- Lee Paul ca șef al arcașilor de pe bărci

## Legături externe
- Site web oficial
- The Island at the Top of the World la Internet Movie Database
- The Island at the Top of the World la TCM Movie Database
- The Island at the Top of the World la AllRovi
- Ultimate Disney on the film